# ラストタンゴ・イン・パリ
『ラストタンゴ・イン・パリ』（伊: Ultimo tango a Parigi、英: Last Tango in Paris）は、1972年のイタリアのドラマ映画。監督はベルナルド・ベルトルッチ、出演はマーロン・ブランドとマリア・シュナイダーなど。ある男女の情熱的な性愛を通じて人間の欲望の本質に迫った、大人のラブストーリーである。

## 概要
1970年代前半の映画にして大胆な性描写（一般映画として、アナル・セックスの描写がある初の映画と言われる）が世界中に物議を醸し、本国イタリアに至っては公開後4日にして上映禁止処分を受け、日本でも下世話な話題ばかりが先行し、当時の興行成績は芳しくなかった。反対に支持者も多く、ミッキー・ロークはこの映画の大ファンであり『ナインハーフ』を作るきっかけになった。
主演のマーロン・ブランドにとっては辛い映画であり「役者として拷問のような体験だった」と語っており、私生活でも泥沼の裁判劇のあげく敗訴という憂き目に遭った。ヒロイン役のマリア・シュナイダーに至っては波乱万丈の人生を余儀なくされ、この映画に出演した事を「人生最大の痛恨」と語っている。しかし両名の演技の評価は高く、特にブランドの中年男の悲哀感をたっぷりにじませた迫真の演技は圧倒的なものであり、本作でブランドはニューヨーク映画批評家協会賞を受賞している。
当初はドミニク・サンダがヒロイン役として考えられていたが、妊娠のため降板した。映画冒頭ではフランシス・ベーコンの絵画が2点起用されており、主人公達のコスチュームデザインもベーコンの絵画から作られている。
2016年、ベルトルッチが2013年に応じたインタビュー動画が公開され、その中でレイプシーンの撮影はマリア・シュナイダーに告知せず、了承を得ないで行われていたことを明らかにした。ベルトルッチは自身とブランドがシュナイダーに詳細を言わないままレイプシーンを撮影する計画を共謀したと告白、「罪悪感はあるが後悔はない」と述べた。
批判的な反響が巻き起こり、ベルトルッチは12月5日に声明を発表。脚本に強姦場面が含まれていることはシュナイダーも事前に知っていて、知らせなかったのはバターを使うという点だけだったと説明し、実際の性行為はなかったと反論した。

## ストーリー
パリ・パッシーのアパルトマンの空室でうらぶれた中年男（マーロン・ブランド）とブルジョア系の若い娘ジャンヌ（マリア・シュナイダー）は単に部屋を探していた身であったが、間違って掛かってきた電話の男に刺激され、男はジャンヌを犯す。ジャンヌにはTVディレクターのトム（ジャン＝ピエール・レオー）というれっきとした恋人が居たものの、アパートで会う時は互いにただのオス・メスとして行為に耽る。やがて、実は男の妻が最近自殺したばかりだという暗い過去が明らかに。男はジャンヌを牝の肉玩と見なしていたが、次第に2人の立場が逆転していき男が中年の哀れで醜い姿を晒した時、二人の間の肉欲の関係は終わりを告げる。

## キャスト
- ポール: マーロン・ブランド - アメリカ人の中年男性。ホテルのオーナー。
- ジャンヌ: マリア・シュナイダー - 若いパリジェンヌ。
- トム: ジャン＝ピエール・レオ - ジャンヌの婚約者。TVディレクター。
- ローザ: ヴェロニカ・ラザール（イタリア語版） - ポールの亡妻。
- ローザの母: マリア・ミーキ（イタリア語版）
- マルセル: マッシモ・ジロッティ - ローザの元愛人。
- カトリーヌ: カトリーヌ・アレグレ（フランス語版） - ポールとローザのホテルのメイド。
- ムシェット: カトリーヌ・ブレイヤ - 婦人服の仕立屋。

## サウンドトラック
| 専門評論家によるレビュー | 専門評論家によるレビュー |
| レビュー・スコア         | レビュー・スコア         |
| 出典                     | 評価                     |
| ------------------------ | ------------------------ |
| Allmusic                 | [ 9 ]                    |

ガトー・バルビエリが作曲、オリヴァー・ネルソンが編曲・指揮を担当した。1972年に録音、翌1973年にユナイテッド・アーティスツからリリース。オールミュージックのリッチー・アンターバーガーは「スモーキーなサックス・ソロが1970年代のフュージョンの型にはまって少々鼻につくが、ガトー・バルビエリがベルトルッチの1972年の一流映画に提供した楽曲は、総じて大成功している。サスペンスに満ちたジャズ、メランコリックなオーケストレーション、躍動的なタンゴの調べが、エロティックな切望、憂鬱な欲望、不運な運命といった映画の空気に見事にフィットしている。」と評している。

### 受賞歴
1973年グラミー賞: 最優秀インストゥルメンタル作曲賞

### 収録曲
全曲、ガトー・バルビエリによる作曲。
1. "Last Tango in Paris - Tango" - 3:32
2. "Jeanne" - 2:34
3. "Girl in Black - Tango (Para mi Negra)" - 2:06
4. "Last Tango in Paris - Ballad" - 3:43
5. "Fake Ophelia" - 2:57
6. "Picture in the Rain" - 1:51
7. "Return - Tango (La Vuelta)" - 3:04
8. "It's Over" - 3:15
9. "Goodbye (Un Largo Adios)" - 2:32
10. "Why Did She Choose You?" - 3:00
11. "Last Tango in Paris - Jazz Waltz" - 5:44

### パーソネル
- Gato Barbieri (ts, fl, vo)
- Franco D'Andrea（イタリア語版） (p)
- Franco Goldani, Wolmer Beltrani (acc)
- Jean-François Jenny-Clark, Giovanni Tommaso (b)
- Piero Munari (ds)
- Afonso Vieira (perc, berimbau)
- Ivanir "Mandrake" do Nascimento (perc, tamb)
- Oliver Nelson (arr, cond)

## 作品の評価

### 映画批評家によるレビュー
Rotten Tomatoesによれば、40件の評論のうち高評価は83%にあたる33件で、平均点は10点満点中7.9点、批評家の一致した見解は「自然主義的だが感情を刺激する『ラストタンゴ・イン・パリ』は、痛みや愛、そしてセックスを鮮やかに探求し、主演のマーロン・ブランドは彼らしい非凡な演技を見せている。」となっている。Metacriticによれば、6件の評論のうち、高評価は4件、賛否混在は2件、低評価はなく、平均点は100点満点中77点となっている。

### 受賞歴
| 賞                                 | 部門                 | 対象者                   | 結果       |
| ---------------------------------- | -------------------- | ------------------------ | ---------- |
| 第46回アカデミー賞                 | 監督賞               | ベルナルド・ベルトルッチ | ノミネート |
| 第46回アカデミー賞                 | 主演男優賞           | マーロン・ブランド       | ノミネート |
| 第31回ゴールデングローブ賞         | 作品賞（ドラマ部門） |                          | ノミネート |
| 第31回ゴールデングローブ賞         | 監督賞               | ベルナルド・ベルトルッチ | ノミネート |
| 第8回全米映画批評家協会賞          | 主演男優賞           | マーロン・ブランド       | 受賞       |
| 第39回ニューヨーク映画批評家協会賞 | 主演男優賞           | マーロン・ブランド       | 受賞       |
| 第27回英国アカデミー賞             | 主演男優賞           | マーロン・ブランド       | ノミネート |

## ポルノ裁判
本国イタリアでは上映禁止になっただけでなく、猥褻映画だとして主演のブランドとシュナイダーの両名は出頭しなければならなくなり、ポルノ裁判に掛けられ有罪になってしまった。結局同国では1987年になりようやく解禁され、ビデオソフトなども発売できる様になったと言う。『地獄のハリウッド（宝島社）』によると、この事件が切っ掛けでブランドは前妻に「こんな恥晒しなセックス映画に出た人に父親の資格はない!」と言われ、全面的に親権を奪われてしまったと言う。

## 備考
日本市場におけるMGM・ユナイト映画作品の映像ソフトは2020年6月30日まで、ウォルト・ディズニー・ジャパン（「20世紀スタジオ ホーム エンターテイメント」レーベル、同年5月に20世紀フォックス ホーム エンターテイメント ジャパンから発売・販売元を変更）から発売・販売されていたが、本作品はビデオマーケットのみの配信が行われているため、引き続きウォルト・ディズニー・ジャパンから担当している。